# Johann Palisa
Johann Palisa (né le 6 décembre 1848 à Troppau, en Silésie autrichienne, et mort le 2 mai 1925 à Vienne) est un astronome autrichien. Il est le découvreur autrichien d'astéroïdes le plus prolifique. Il est également l'auteur de deux catalogues qui mentionnent la position de près de 4 700 étoiles. Johann Palisa a découvert 122 astéroïdes, de l'astéroïde (136) Austria découvert en 1874 à (1073) Gellivara en 1923.

## Travaux
De 1866 à 1870, Johann Palisa étudie les mathématiques et l'astronomie à l'Université de Vienne. Il est brièvement astronome assistant aux observatoires de Vienne et de Genève. En 1871, il est nommé directeur de l'Observatoire naval austro-hongrois, situé à Pula (aujourd'hui en Croatie). Il consacre ses premières observations aux planètes mineures. Son télescope n'a qu'un diamètre de 6 pouces mais les conditions d'observations sont meilleures qu'à Vienne. En 1874, il trouve son premier objet et le nomme en honneur de l'Empire, (136) Austria. Il découvre par la suite 27 autres objets à Pula. De 1880 à 1919, il est membre de l'équipe d'astronome à l'Observatoire de Vienne. Palisa découvre à cet endroit 94 autres objets, tous par des observations visuelles.

## Son héritage actuel
L'un des astéroïdes découvert en 1911 par Palisa, 719 Albert, a été perdu après sa première observation, en raison d'inexactitudes sur son orbite. Des recherches intensives ont été menées à cette époque pour retrouver l'objet (Palisa en 1912 et Curtis en 1913) puis plus tard par Christensen et West (1989). C'est seulement en 2000 qu'un télescope de l'Université de l'Arizona travaillant sur le projet Spacewatch le redécouvre. Il sert maintenant pour une analyse des perturbations de l'orbite de Jupiter avec la Terre. Il a une résonance de la période inhabituelle 4:17.
Parmi les astéroïdes découverts par Johann Palisa, deux ont été visités par une sonde :
- 253 Mathilde par NEAR Shoemaker en 1997. La sonde est passée à près de 1 200 km de l'astéroïde et a effectué plus de 500 photographies ;
- 243 Ida par Galileo en 1993. La sonde s'est approchée à près de 2 390 km de l'objet.

L'astéroïde (216) Cléopâtre a été mesuré à l'aide d'antennes radar. Les résultats montrent que l'astéroïde a une forme allongée, ressemblant à un os de chien.
L'astéroïde (140) Siwa devait initialement être visité par la sonde Rosetta conçue par l'ESA. À la suite d'un changement de programme, le passage par (140) Siwa est abandonné et la mission de la sonde a été modifiée pour qu'elle rejoigne la comète 67P/Tchourioumov-Guerassimenko.

## Découvreur d'astéroïdes
Parmi ses découvertes les plus importantes figurent notamment les astéroïdes (153) Hilda, (216) Cléopâtre, (243) Ida, (253) Mathilde, (324) Bamberga, (719) Albert.

## Récompenses
- pour l'ensemble de son travail, Palisa a reçu le Grand Prix de l'Académie de Paris.
- L'astéroïde (914) Palisana découvert par Max Wolf en 1919, a été nommé ainsi en son honneur.
- Le cratère lunaire Palisa a également nommé en sa mémoire[1].

### Notices nécrologiques
- AN 225 (1925) 125/126 (en allemand)
- Obs 48 (1925) 299 (un paragraphe)
- PASP 37 (1925) 174